# Theodor-Kramer-Preis
Der Theodor-Kramer-Preis für Schreiben im Widerstand und im Exil ist ein österreichischer Literaturpreis. Der Preis ist nach Theodor Kramer benannt und wird von der Theodor Kramer Gesellschaft verliehen. Er wird seit 2001 vergeben und ist mit 8000 Euro dotiert (Stand 2018).

## Preisträger
- 2001: Stella Rotenberg
- 2002: Alfredo Bauer und Fritz Kalmar
- 2003: Fred Wander
- 2004: Michael Guttenbrunner
- 2005: Georg Stefan Troller
- 2006: Milo Dor (postum) und Robert Sommer
- 2007: Jakov Lind
- 2008: Tuvia Rübner
- 2009: Ilana Shmueli und Josef Burg
- 2010: Elazar Benyoëtz
- 2011: Ruth Klüger
- 2012: Eva Kollisch
- 2013: Margit Bartfeld-Feller und Manfred Wieninger
- 2014: Herbert Kuhner
- 2015: Hazel Rosenstrauch[1]
- 2016: Stefan Horvath und Gerhard Scheit[2]
- 2017: Nahid Bagheri-Goldschmied und Renate Welsh[3]
- 2018: Lore Segal
- 2019: Claudia Erdheim und Martin Pollack[4]
- 2020: Erich Hackl[5]
- 2021: Eva Geber und Richard Schuberth[6]
- 2022: Meral Şimşek und Gerhard Oberschlick[7]
- 2023: Tanja Maljartschuk[8]
- 2024: Vladimir Vertlib[9]
- 2025 Hellmut Butterweck und Alexia Weiss[10]